# لغة متعددة المركزية
يشير مصطلح اللغة متعددة المركزية (بالإنجليزية: pluricentric language)‏ أو (بالإنجليزية: polycentric language)‏ إلى اللغات التي يكون فيها أكثر من أسلوب قياسي (معياري) واحد. على سبيل المثال، على الرغم من أن متحدثي اللغة الهندستانية يستطيعون التواصل والتحدث فيما بينهم دون مشاكل تُذكر، إلا أن هناك أسلوبان لكتابة اللغة بطريقة قياسية أو رسمية: الهندية في الهند، والأوردو في باكستان وأجزاء من الهند. على الرغم من أن اللغة المحكية متشابهة، إلا أن الاختلافات تكثر في الكتابة حيث تنتشر المصطلحات السنسكريتية في اللغة الهندية وتكثر المصطلحات الفارسية والعربية في اللغة الأردوية. في المقابل، يُمكن مقارنة هذا باللغات موحدة المركزية (بالإنجليزية: monocentric langauge)‏ كالعربية والتي على الرغم من تباين واختلاف أنواعها المعاصرة، إلا أنها تُكتب باستخدام أسلوب قياسي واحد (عربية فصحى) في جميع الدول.